# Codi objecte
Codi objecte és el codi que resulta de la compilació del codi font. Consisteix en llenguatge màquina o bytecode i es distribueix en diversos fitxers que corresponen a cada codi font compilat.
Per obtenir un programa executable s'han d'enllaçar tots els fitxers de codi objecte amb un programa anomenat enllaçador (linker).